# Luna nova
Luna nova è un film del 1955 diretto da Luigi Capuano.

## Produzione
Il film è ascrivibile al filone dei melodrammi sentimentali, comunemente detto strappalacrime, allora molto in voga tra il pubblico italiano ed in seguito ribattezzato dalla critica con il termine neorealismo d'appendice.
Venne realizzato negli studi dell'Istituto Luce a Roma.

## Distribuzione
Il film venne distribuito nel circuito cinematografico italiano il 12 maggio del 1955.
Venne in seguito distribuito anche in Francia, il 9 gennaio del 1957, con il titolo Je t'attendais.